# All-Ireland Senior Football Championship 1988
L'All-Ireland Senior Football Championship 1988 fu l'edizione numero 102 del principale torneo di calcio gaelico irlandese. Meath batté in finale Cork ottenendo la quinta vittoria della sua storia, la seconda consecutiva. La finale fu la stessa dell'anno precedente e si risolse dopo il replay, essendo il primo incontro finito in parità.

## Semifinali
| Dublino 14 agosto 1988 | Cork | 1-14 – 0-06 | Monaghan | Croke Park |

| Dublino 21 agosto 1988 | Meath | 0-16 – 2-05 | Mayo | Croke Park |

### Finale
| Dublino 18 settembre 1988 | Meath | 0-12 – 1-09 | Cork | Croke Park |

| Dublino 9 ottobre 1988 | Meath | 0-13 – 0-12 | Cork | Croke Park (64069 spett.) |